# Leucobryum goyazense
Leucobryum goyazense är en bladmossart som beskrevs av Brotherus 1895. Leucobryum goyazense ingår i släktet Leucobryum och familjen Dicranaceae. Inga underarter finns listade i Catalogue of Life.